# 그레보어
그레보어는 라이베리아에 거주하는 그레보족이 사용되는 언어이다. 크루어군에 속해있으며 가까운 언어로는 크루멘어, 자보어, 글리오우비어가 있다.
다른 크루어군 언어들과 마찬가지로, 성조가 있으며, 매우 중요하다. 예를 들어, 고음 né는 1인칭 대명사인 '나'를 나타내고, 저음 né는 대명사 '너'의 복수형을 나타낸다.